# Ellis Marsalis
Ellis Marsalis, Jr. (Nueva Orleans, 14 de noviembre de 1934-Ibídem, 1 de abril de 2020) fue un pianista de jazz y educador musical estadounidense, padre de Wynton, Branford, Delfeayo y Jason Marsalis e hijo del también músico Ellis Marsalis, Sr.

## Biografía
Ellis Marsalis nació el 14 de noviembre de 1934 en el distrito de Gert Town (Nueva Orleans), un lugar donde la música, como recuerdan sus colegas Roger Dickerson y Harold Battiste "estaba por todas partes".  Durante la década de los 30, la ciudad estaba fuertemente segregada, pero el jazz unía a personas de distinta extracción social, cultural e incluso racial.
Comienza sus estudios musicales en la Xavier University junior school of music a la edad de once años. Tras su paso por el high school, ingresa en la Dillard University de Nueva Orleans para completar sus estudios de clarinete. Durante la década de los 40, la ciudad se convirtió en la capital mundial del Dixieland, pero Ellis no manifestaba interés alguno por esa música, y concentraba sus esfuerzos en el estudio de las innovaciones que músicos de bebop como Charlie Parker y Dexter Gordon estaban realizando en aquella época.  En 1955, se gradúa en educación musical, y Marsalis pasa el año siguiente ayudando a sus padres en el negocio familiar.
En 1957, Marsalis enroló en el ejército y perfecciona sus habilidades como pianista actuando en radio y televisión. Tras su paso por los marines vuelve a Nueva Orleans para casarse con Dolores Ferdinand, quien le da seis hijos: Branford, Wynton, Ellis III, Delfeayo, Miboya y Jason.
En 1964, se trasladó con su familia a Breux Bridge, un pueblecito de Luisiana de cuya school band se hace cargo. De regreso a Nueva Orleans recomienza con sus actividades como músico freelance, además de formar una banda con el baterista Ed Blackwell, el clarinetista Alvin Batiste, y el saxofonista Harold Battiste. La banda atrae la atención de Ornette Coleman quien se lleva a los músicos a California, donde permanecen por un corto período de tiempo para regresar a Nueva Orleans.
Entre 1966 y 1974, Marsalis compaginó su actividad como profesor adjunto de la Xavier University con las actuaciones en clubs locales. Ese último año el músico decide retomar sus estudios y vuelve a la Loyola University de Nueva Orleans, al tiempo que es contratado por la New Orleans Center for Creative Arts, donde pasaría los siguientes nueve años como profesor de música y estudios de jazz y donde se haría cargo de alumnos tan notables como Nicholas Payton o Harry Connick, Jr, además de sus propios hijos.
En 1986, aceptó una plaza en la Virginia Commonwealth University de Richmond, Virginia, donde pasaría dos años antes de volver a Nueva Orleans para hacerse cargo de la cátedra de estudios de jazz en la University of New Orleans. En 2001 renuncia oficialmente a su cátedra, pero desde entonces continúa actuando periódicamente en distintos locales de su ciudad natal.
Falleció a los ochenta y cinco años en un hospital de Luisiana el 1 de abril de 2020 a causa de la enfermedad COVID-19.

## Estilo y valoración
A pesar de que es reconocido por muchos como uno de los más importantes pianistas de jazz moderno de la ciudad de Nueva Orleans, la importancia de Ellis Marsalis en la historia del jazz se debe sobre todo a enorme prestigio como educador: Marsalis fue maestro de Terence Blanchard, Donald Harrison, Harry Connick, Jr. o Nicholas Payton, entre otros, pero también es poseedor de un impresionante currículum que incluye grabaciones con algunos de los nombres más destacados de la escena del jazz. Pianista lúcido, sutil y lacónico, Ellis Marsalis pasará a la historia, además, por el hecho de ser el padre de cuatro músicos de fama internacional: Branford, Wynton, Delfeayo, y Jason Marsalis.

## Discografía parcial

### Como líder
- Monkey Puzzle AFO 1963
- Piano Reflections ELM 1978
- Father and Sons CBS 1982
- Syndrome ELM 1983
- Homecoming SPINDLETOP 1985
- The New Orleans Music ROUNDER 1988
- A Night at Snug Harbor SOMETHIN' ELSE 1989
- Ellis Marsalis Trio SOMETHIN' ELSE 1990
- Piano in E ROUNDER RECORDS 1991
- The Classic Ellis Marsalis AFO (reedición de Monkey Puzzle en CD) 1991
- Heart of Gold CBS-SONY 1992
- Whistle Stop CBS-SONY 1994
- Loved Ones CBS-SONY 1995

### Comosideman
- 1990 Standard Time, Vol.3: The Resolution Of Romance - Wynton Marsalis (voces, trompeta); Ellis Marsalis (piano); Reginald Veal (bajo); Herlin Riley (batería)
- 1991 Ellis Marsalis Trio - Ellis Marsalis (piano), Robert Hurst (bajo), Jeff "Tain" Watts (batería)
- 1991 Piano in E - Solo Piano - Ellis Marsalis (solo piano)
- 1991 The Classic/Ellis Marsalis - Ellis Marsalis (piano), James Black (batería), Nathaniel Perrilliat (saxophone), Marshall Smith (bajo) - (Fecha original: 1963)
- 1992 Heart Of Gold - Ellis Marsalis (piano), Ray Brown (bajo), Billy Higgins (batería)
- 1994 Whistle Stop - Ellis Marsalis (piano); Branford Marsalis (tenor & soprano saxofones); Robert Hurst bajo); Jeff "Tain" Watts, Jason Marsalis (batería)
- 1995 Joe Cool's Blues - Wynton Marsalis Septet: Wynton Marsalis (trompeta); Wessell Anderson (alto & soprano saxofones); Victor Gaines (saxo tenorophone, clarinet); Wycliffe Gordon (trombón); Eric Reed (piano); Benjamin Wolfe (acoustic bajo); Herlin Riley (batería). Ellis Marsalis Trio: Ellis Marsalis (piano); Reginald Veal (bajo); Martin Butler (batería). Additional personnel: Germaine Bazzle (voces); Branford Marsalis (saxo tenor); Tom Peterson (saxo barítono); Chuck Findley (trompeta); Delfeayo Marsalis (trombón).
- 1995 A Night At Snug Harbor, New Orleans - Ellis Marsalis (piano), Bill Huntington (bajo), David Lee Jr. (batería), Tony Dagradi (tenor, soprano sax), Rick Margitza (saxo tenor), Art Blakey (batería), Donald Harrison (saxo tenor), Nicholas Payton (trompeta)
- 1996 Loved Ones  - Ellis Marsalis (piano), Branford Marsalis (saxophone)
- 1997 Syndrome - Ellis Marsalis (piano), Bill Huntington (acoustic bajo), James Black (batería), Invitado: Kent Jordan
- 1998 Twelve's It - Ellis Marsalis (piano); Roland Guerin, Bill Huntington (bajo); Jason Marsalis (batería)
- 1999 Duke In Blue - Ellis Marsalis (solo piano)
- 1999 Solo Piano Reflections - Ellis Marsalis (solo piano) - (Fecha original: 1978)
- 2001 UAB SuperJazz, Featuring Ellis Marsalis - Ellis Marsalis, piano, con la SuperJazz Big Band] (antes "UAB SuperJazz")
- 2002 Jazz At Christmas In New Orleans - Ellis Marsalis (piano), Bill Huntington (bajo violín), Jason Marsalis (drum set & percussion, vibráfono), Cynthia Liggins Thomas (voz)
- 2002 Marsalis Family - A Jazz Celebration - Ellis Marsalis (piano), Branford Marsalis (saxofones), Delfeayo Marsalis (trombón), Jason Marsalis (batería), Roland Guerin (bajo). Invitados especiales: Harry Connick, Jr. (piano), Lucien Barbarin (trombón)
- 2003 The GIG - LIVE At Snug Harbor - Ellis Marsalis (piano), Bill Huntigton (bajo), Jason Marsalis (batería)
- 2003 Afternoon Session August 17th 1968 Sparks Nevada - Ellis Marsalis (piano), Jim Haden (bajo), Lee Charlton (batería), John Peirce (saxo alto), Chuck Foster (trompeta)
- 2004 On The First Occasion - Ellis Marsalis (piano), Bill Huntington (bajo), Jason Marsalis (batería
- 2005 An Evening With The Ellis Marsalis Quartet - Set 1 - Ellis Marsalis (piano), Derek Douget (saxo tenor/soprano), Bill Huntington (bajo), Jason Marsalis (batería)
- 2005 Ruminations in New York - Ellis Marsalis (solo piano)
- 2010 Music Redeems - Ellis Marsalis (piano), Branford Marsalis (saxofones), Wynton Marsalis (trompeta), Ellis Marsalis III (spoken word), Delfeayo Marsalis (trombón), Jason Marsalis (batería), Eric Revis (bajo). Invitados especiales: Harry Connick, Jr. (piano), Herlin Riley (batería)